# Castniidae

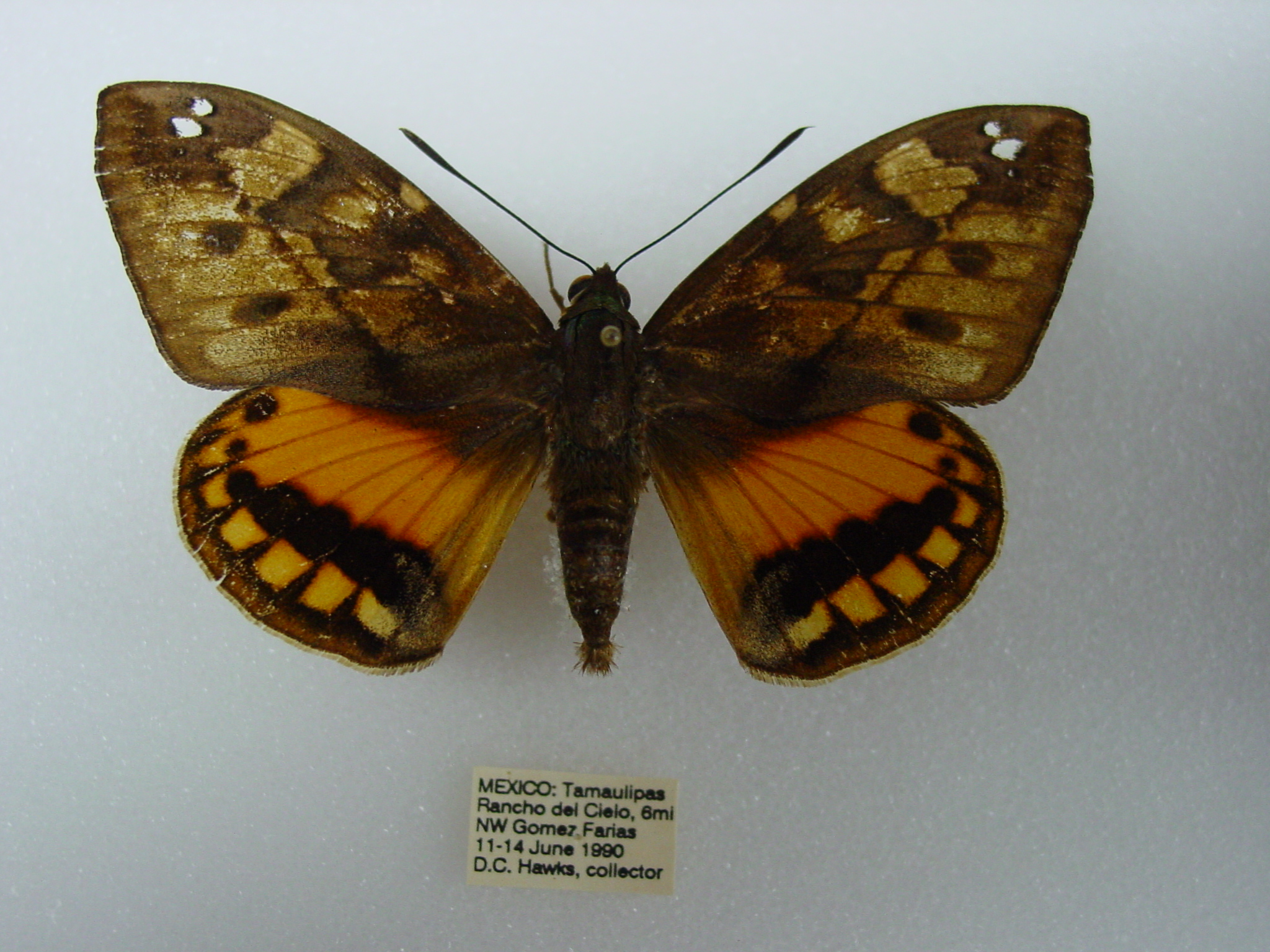
Athis inca.

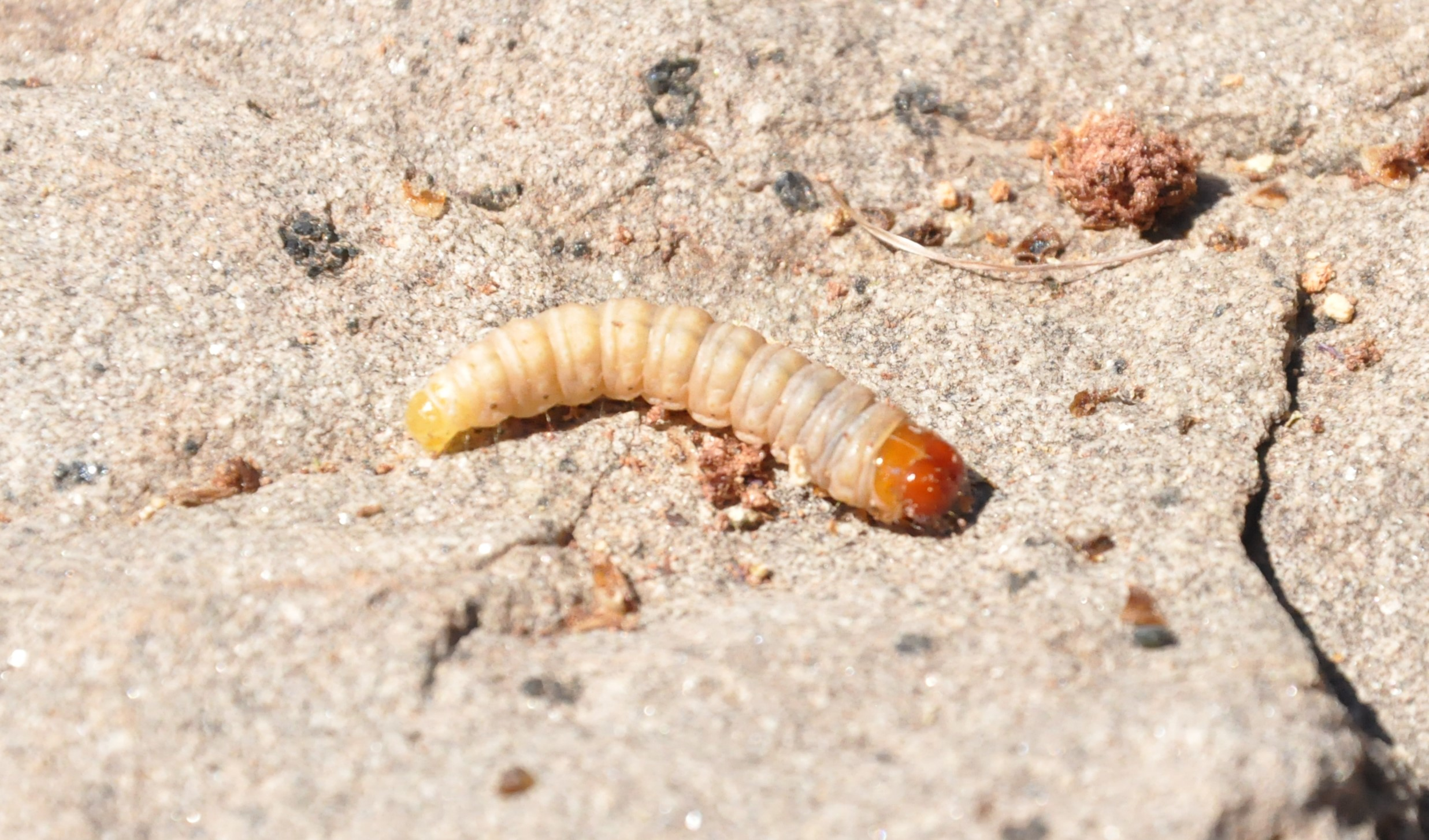
Oruga de Castnia psittachus

Castniidae es una pequeña familia de lepidópteros del suborden Glossata con menos de 200 especies. La mayoría son neotropicales con algunas en Australia y unas pocas en el sudeste de Asia. 
Son mariposas de tamaño mediano a muy grande, por lo general con dibujo críptico (colores de camuflaje) en las alas anteriores y colores brillantes en las alas posteriores. Las antenas tienen un engrosamiento final. Las especies neotropicales son comúnmente conocida como mariposa-polilla gigante.  Las larvas se alimentan dentro de  raíces, a menudo de las de epífitas o monocotiledoneas.

## Subfamilias y géneros
- Castniinae

Amauta
Athis
Castnia
Castniomera
Ceretes
Corybantes
Divana
Duboisvalia
Enicospila
Erythrocastnia
Eupalamides
Feschaeria
Frostetola
Gazera
Geyeria
Haemonides
Hista
Imara
Ircila
Lapaeumides
Mirocastnia
Nazca
Neocastnia
Paysandisia
Prometheus
Spilopastes
Synemon
Synpalamides
Tosxampila
Xanthocastnia
Yagra
Ypanema
Zegara
- Tascininae

Tascina